# Elachertus longiramulus
Elachertus longiramulus är en stekelart som beskrevs av Zhu och Huang 2001. Elachertus longiramulus ingår i släktet Elachertus och familjen finglanssteklar. Inga underarter finns listade i Catalogue of Life.